# Quốc lộ 4
Quốc lộ 4 là hệ thống gồm 6 quốc lộ đánh số từ 4A đến 4H, tổng chiều dài 770,3 km (chủ yếu đo bằng Google Maps), chạy theo tuyến biên giới Việt – Trung nối các tỉnh biên giới phía Bắc với nhau. Trong đó có 2 quốc lộ 4E chạy hoàn toàn trong tỉnh Lào Cai và 4G chạy hoàn toàn trong tỉnh Sơn La, không nối với các tỉnh khác.

## Quốc lộ 4A
Đoạn từ thành phố Lạng Sơn – Cao Bằng gọi là Quốc lộ 4A (đường số 4A) cột Km cuối cùng hiện được ghi nhận tại trung tâm thị trấn Bảo Lạc là Km 346. và điểm đầu tại thị trấn Đồng Đăng (huyện Cao Lộc), và chạy qua các thị trấn Na Sầm (huyện Văn Lãng), thị trấn Thất Khê, huyện Tràng Định và thị trấn Đông Khê (huyện Thạch An, tỉnh Cao Bằng) và điểm cuối tại thị trấn Bảo Lạc (huyện Bảo Lạc, tỉnh Cao Bằng). Con đường số 4A gắn liền với chiến dịch Biên giới năm 1950 trong Kháng chiến chống Pháp với những địa danh nổi tiếng như chiến thắng Lũng Phầy, đèo Bông Lau, Đông Khê,...

## Quốc lộ 4B
Quốc lộ 4B dài 92,3 km (đo bằng Google Maps) đoạn Quảng Ninh tới thành phố Lạng Sơn có lộ trình: Tiên Yên (điểm đầu tại cảng Mũi Chùa) – Đình Lập – Lộc Bình – Cao Lộc – Điểm cuối là thành phố Lạng Sơn. Quốc lộ 4B chạy qua các thị trấn là Tiên Yên, Đình Lập, Na Dương, Lộc Bình, Cao Lộc.

## Quốc lộ 4C
Quốc lộ 4C dài 185 km (đo bằng Google Maps), xuất phát từ thành phố Hà Giang đi qua 4 huyện thuộc Cao nguyên đá Đồng Văn của tỉnh Hà Giang là Quản Bạ, Yên Minh, Đồng Văn, Mèo Vạc và kết thúc tại điểm giao với quốc lộ 34 thuộc xã Lý Bôn, huyện Bảo Lâm, tỉnh Cao Bằng. Điểm cuối cùng của Quốc lộ 4C trước đây là Cửa khẩu Săm Pun thuộc xã Xín Cái, huyện Mèo Vạc nên chạy hoàn toàn trong tỉnh Hà Giang, nay đoạn cuối của Quốc lộ 4C được phóng hướng tuyến mới đi về phía Cao Bằng nên nối liền 2 tỉnh. Quốc lộ 4C giao với điểm đầu quốc lộ 34 tại Hà Giang và gặp lại tại Cao Bằng nên 2 quốc lộ 4C và quốc lộ 34 nối 2 tỉnh Hà Giang và Cao Bằng như 2 vòng cung được nối với nhau tại 2 điểm. Hiện tại 2 quốc lộ này mới được cải tạo nên chất lượng đường khá tốt, có thể đi lại được cả bốn mùa.

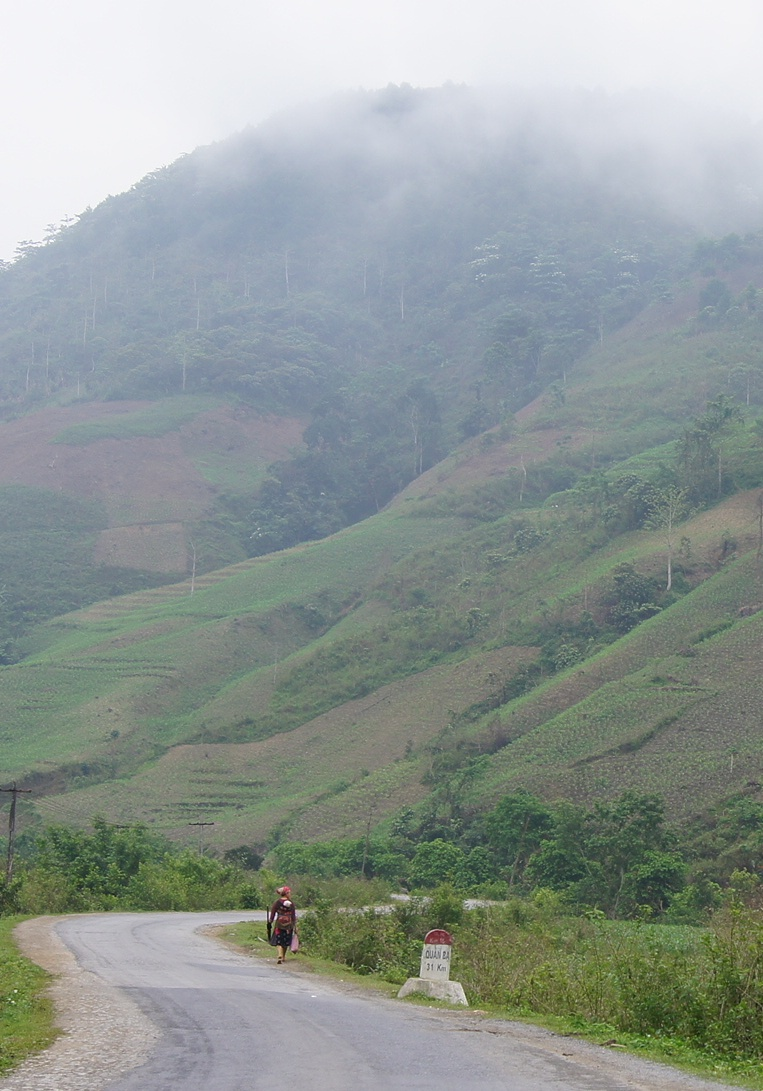
Quốc lộ 4C đoạn thành phố Hà Giang đi Quản Bạ
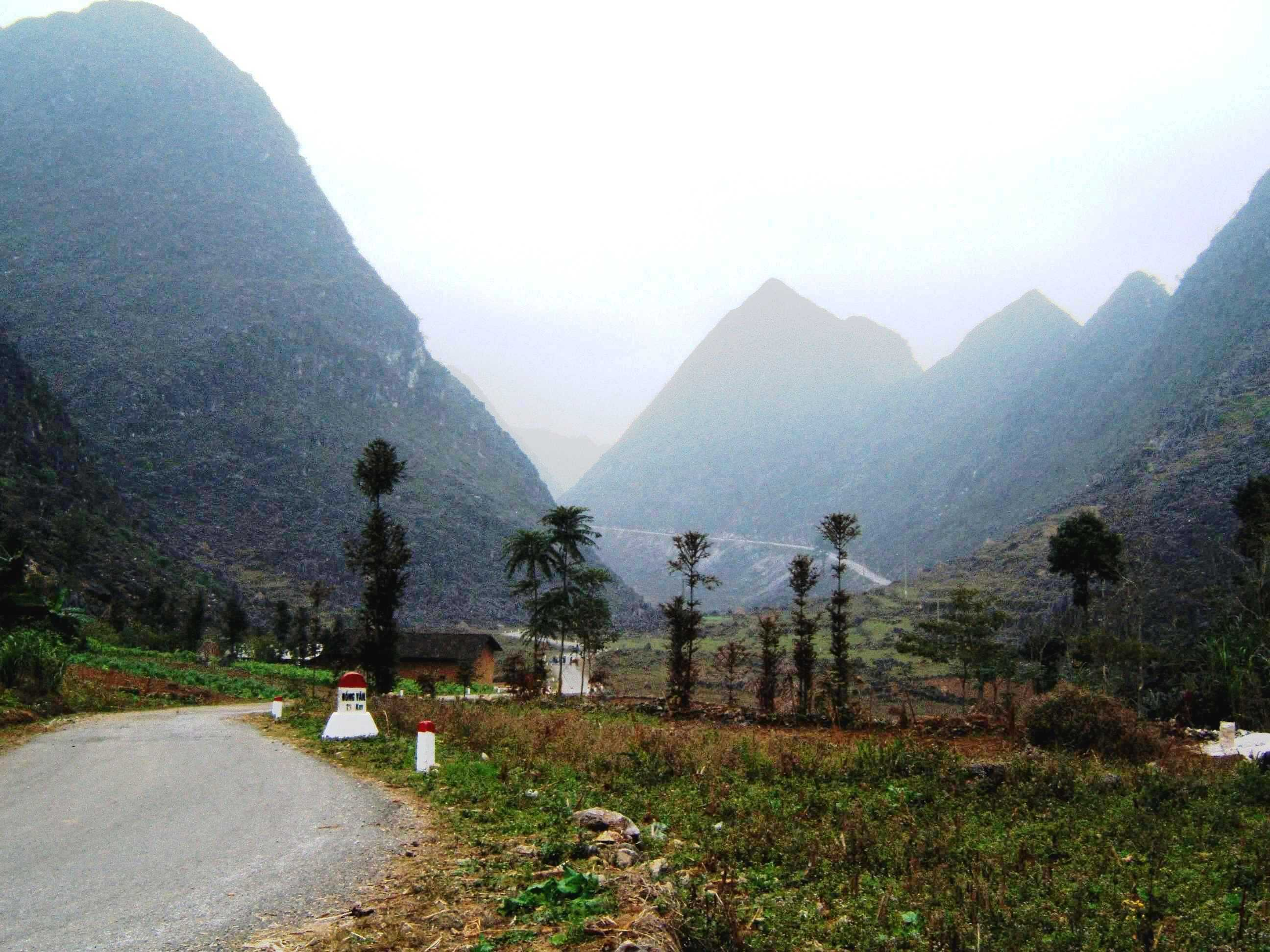
Quốc lộ 4C ở Sà Phìn, Đồng Văn, Hà Giang
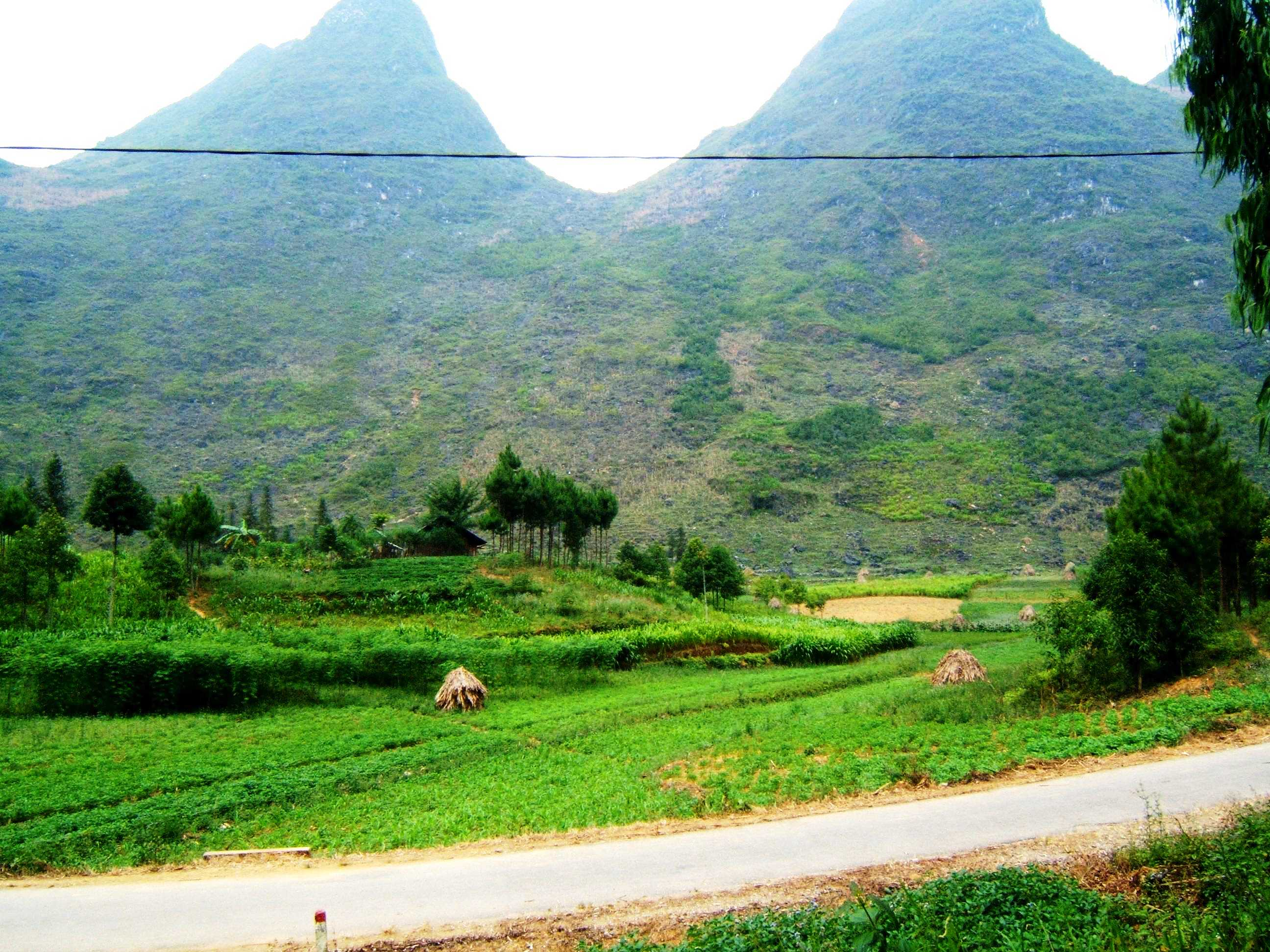
Quốc lộ 4C ở bản Pả Vi Thượng, huyện Mèo Vạc, tỉnh Hà Giang

## Quốc lộ 4D
Quốc lộ 4D xuất phát từ Pa So (điểm giao với Quốc lộ 12, thuộc xã Mường So, huyện Phong Thổ, tỉnh Lai Châu), chạy qua Tam Đường (Phong Thổ, Lai Châu) tới Sa Pa (Lào Cai) qua thành phố Lào Cai, Mường Khương, kết thúc ở cửa khẩu Mường Khương (Lào Cai), chiều dài khoảng 160 km.

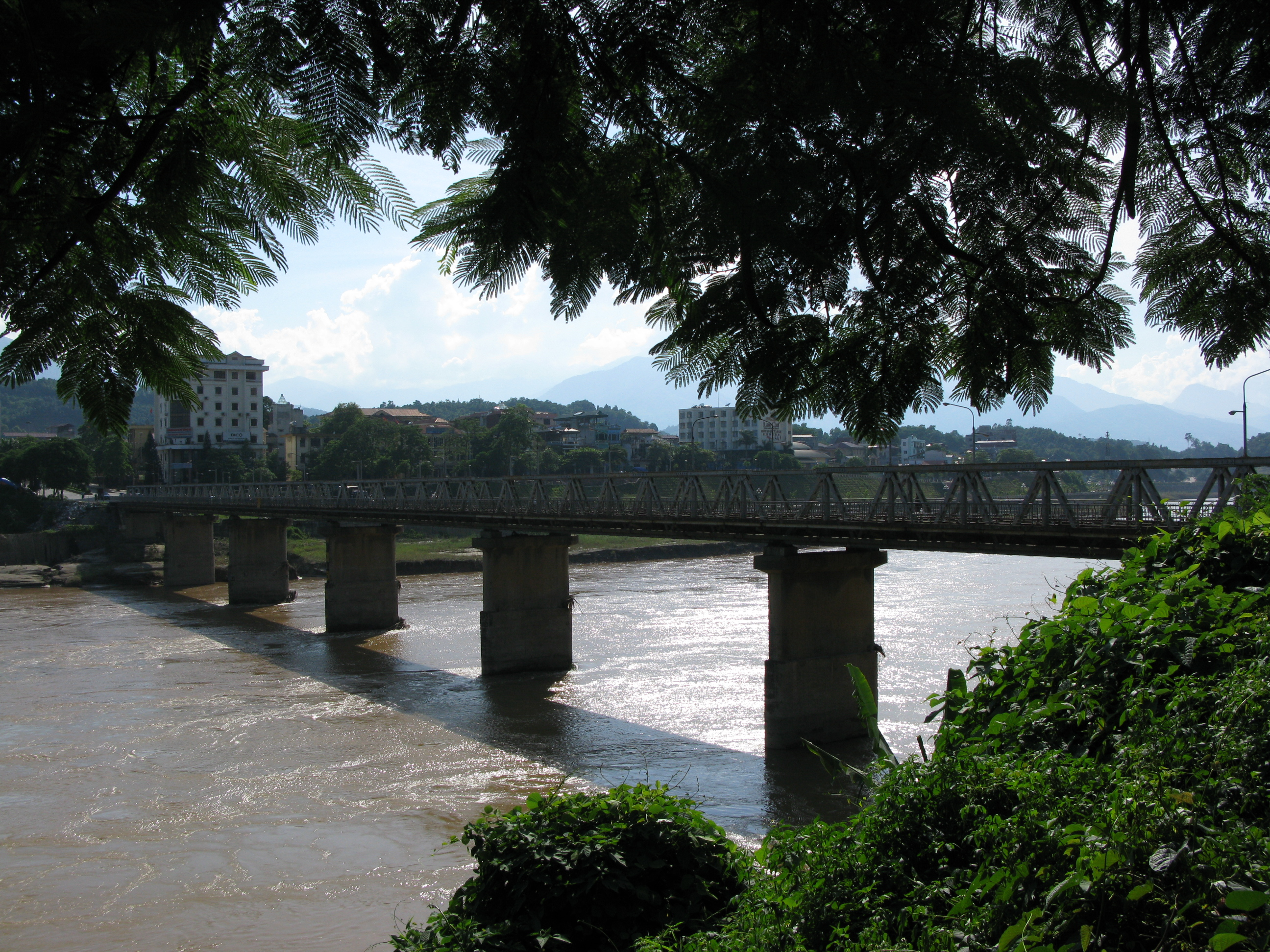
Cầu Cốc Lếu trên Quốc lộ 4D ở Lào Cai
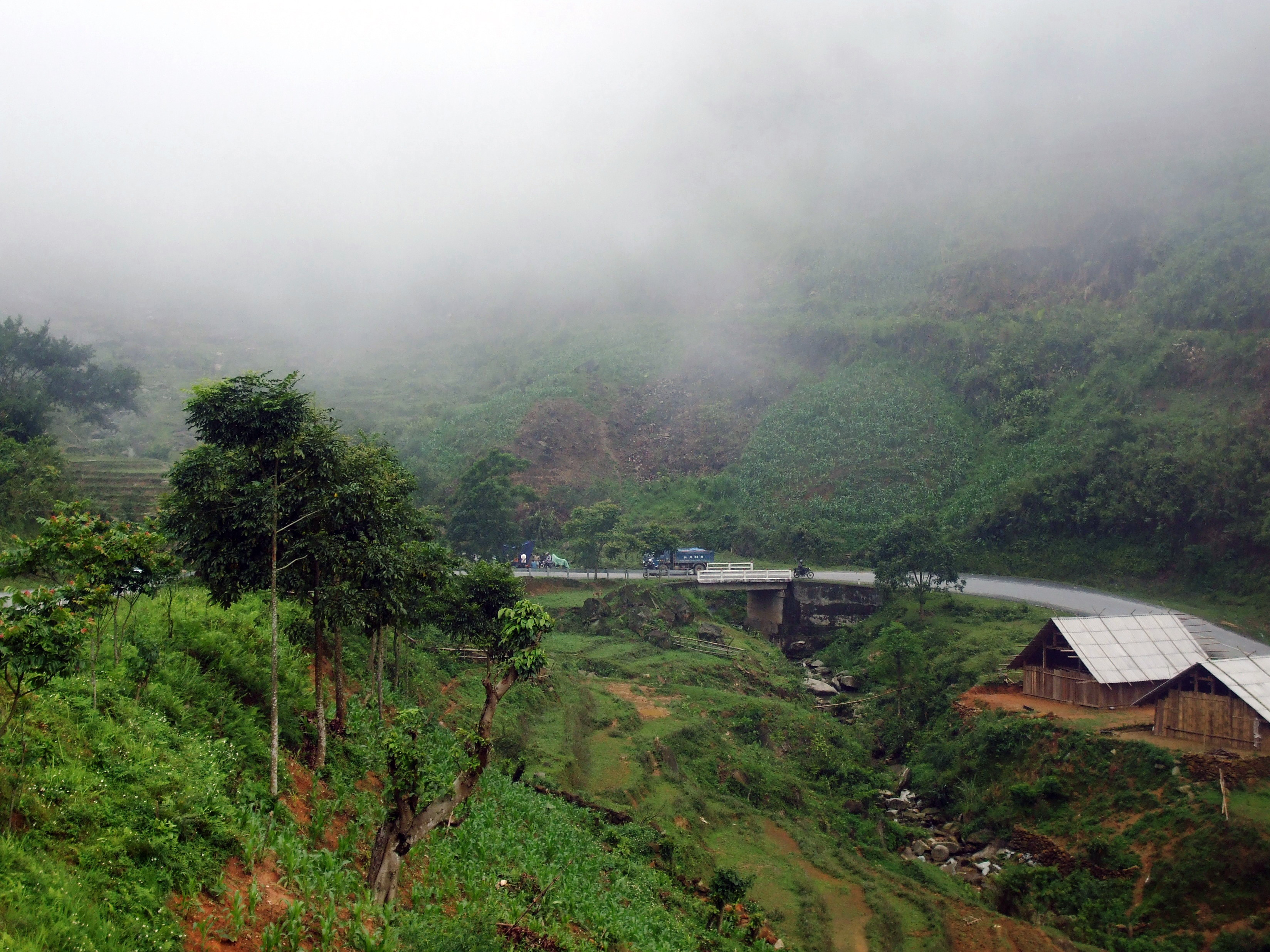
Quốc lộ 4D, đoạn đi qua Mường Khương
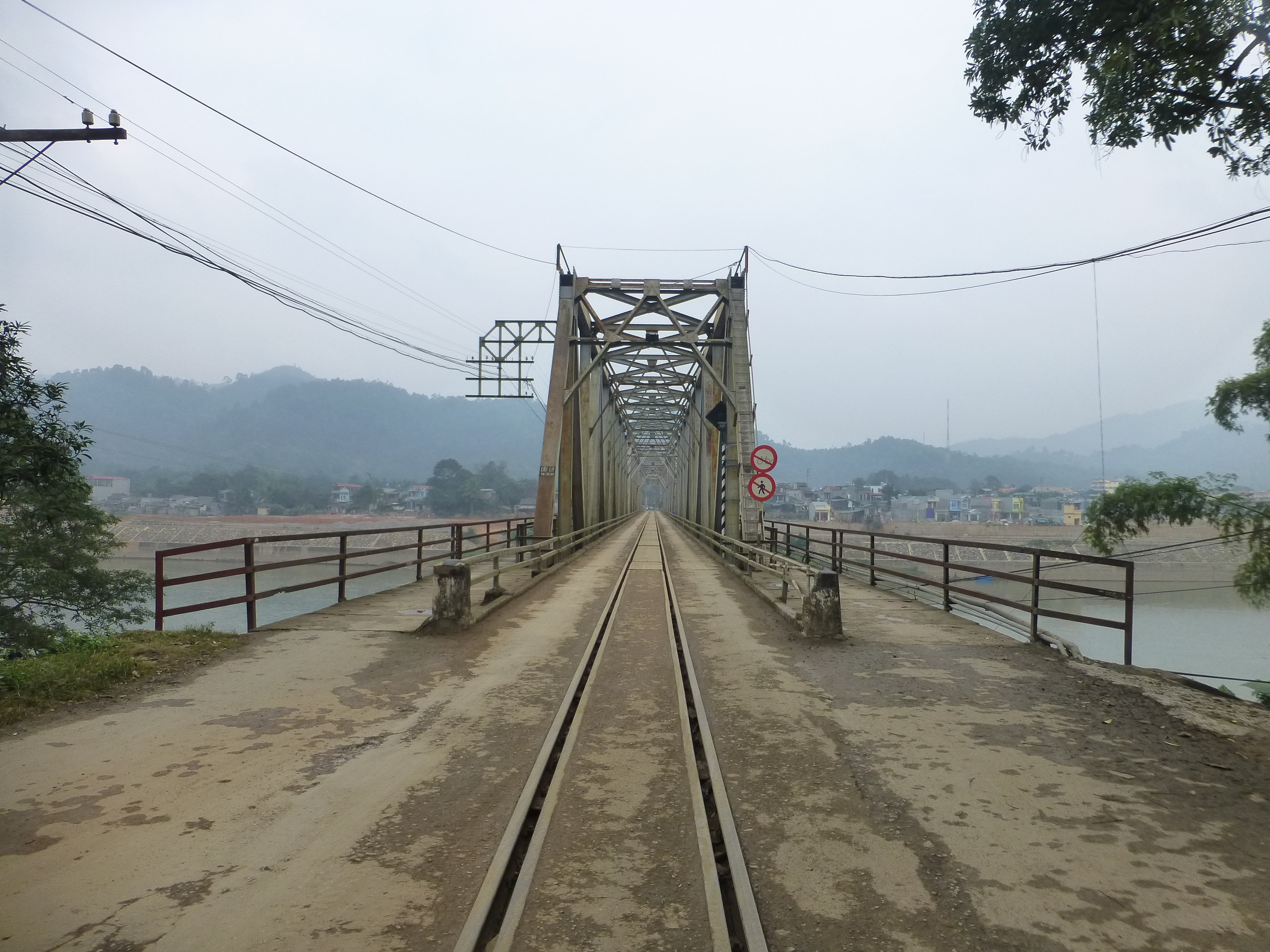
Quốc lộ 4E ở cầu Phố Lu

## Quốc lộ 4E
Quốc lộ 4E xuất phát từ ngã ba Bắc Ngầm, huyện Bảo Thắng (chỗ giao với Quốc lộ 70), chạy qua Phố Lu (Bảo Thắng) tới thành phố Lào Cai, chiều dài 44 km, chạy hoàn toàn trong tỉnh Lào Cai. Đây là tuyến đường chính để vận chuyển quặng của Khu công nghiệp Apatit Lào Cai, đồng thời là tuyến tránh cho đoạn cuối của Quốc lộ 70. Đoạn cuối lại gặp Quốc lộ 4D

## Quốc lộ 4G
Quốc lộ 4G xuất phát từ ngã ba Mai Sơn (thành phố Sơn La) chỗ giao với quốc lộ 6 tới huyện Sông Mã tỉnh Sơn La, chiều dài 122 km. Điểm cuối tại Cửa khẩu Chiềng Khương

## Quốc lộ 4H
Quốc lộ 4H dài 350 km, là tuyến đường giao thông huyết mạch kết nối huyện biên giới Mường Nhé, tỉnh Điện Biên với huyện Mường Tè, tỉnh Lai Châu và đi tiếp qua huyện Nậm Nhùn tới Pa Tần, Sìn Hồ. Tuyến đường này được Bộ Giao thông Vận tải chuyển thành quốc lộ tại các Quyết định số 3762/QĐ-BGTVT ngày 3 tháng 10 năm 2014 (đoạn Mường Nhé – Pắc Ma, là đường cấp VI miền núi) và Quyết định số 364/QĐ-BGTVT ngày 9 tháng 2 năm 2017 (đoạn Pa Tần – Mường Tè – Pắc Ma, đường cấp V miền núi).
Quốc lộ 4H khởi đầu từ ngã ba Na Pheo (Km 0) thuộc thị trấn Mường Chà (huyện Mường Chà) đi huyện Mường Nhé.
Tại Km 34, xã Si Pa Phìn, huyện Nậm Pồ, có nhánh phụ với tên gọi 4H1 nối với cửa khẩu phụ Huổi Lả.
Đến bản Đoàn Kết, xã Chung Chải, huyện Mường Nhé thì chia làm 2 nhánh. Nhánh chính 4H đi sang xã Mù Cả, huyện Mường Tè, tỉnh Lai Châu rồi đi tiếp đến thị trấn Mường Tè, cuối cùng tới Pa Tần, huyện Sìn Hồ. Nhánh phụ có tên 4H2 rẽ bên trái đi đến xã Sín Thầu và đồn biên phòng A Pa Chải.